# Није чак ни погрешно
Израз „није чак ни погрешно” (енг. not even wrong, нем. nicht einmal falsch) описује аргумент или објашњење које је наводно научно, али је базирано на погрешном резоновању или спекулативним недоказивим премисама, тј. оним премисама које не могу ни да се докажу ни да се оповргну. Она се односи на изјаве о којима се не може водити ригорозна, научна расправа. За смислену расправу о томе да ли је нешто тачно или не, тврдња мора задовољити критеријум који се назива „оповргљивост” — могућност да се тврдња тестира и да се покаже да је нетачна. У овом смислу, израз „није чак ни погрешно” је синоним за „неоповргљиво”.
Израз се углавном приписује теоретском физичару Волфгангу Паулију, који је био познат по својим шароликим примедбама на нетачно или немарно резоновање. Рудолф Пајлс документује случај у којем је „пријатељ показао Паулију рад младог физичара за који је сумњао да нема велику вредност, али је желео да чује Паулијево мишљење. Паули је тужно приметио, 'То није чак ни погрешно'.” Овај израз се такође често цитира и као „То не само да није тачно, то није чак ни погрешно”, или на Паулијевом матерњем немачком језику, „Das ist nicht nur nicht richtig; es ist nicht einmal falsch!” Пајлс је забележио да постоји неколико сличних прича које су циркулисале и каже да је навео само ону за коју може лично да гарантује. Такође цитира још један случај када је Паули одговорио Лаву Ландауу: „То што сте управо рекли је толико збркано да човек не може да каже да ли је бесмислено или не.”
Овај израз се често користи да опише псеудонауку или лошу науку и сматра се погрдним.